# Los Citahuis
Los Citahuis är en ort i Mexiko.   Den ligger i kommunen Álamos och delstaten Sonora, i den västra delen av landet, 1 300 km nordväst om huvudstaden Mexico City. Los Citahuis ligger 59 meter över havet och antalet invånare är 174.
Terrängen runt Los Citahuis är platt. Runt Los Citahuis är det ganska glesbefolkat, med 45 invånare per kvadratkilometer. Närmaste större samhälle är Emigdio Ruiz, 9,6 km söder om Los Citahuis. Omgivningarna runt Los Citahuis är i huvudsak ett öppet busklandskap.